# Menchi-katsu
Menchikatsu (メンチカツ) ou minchi-katsu (ミンチカツ) est une  croquette, ou une préparation à base de viande hachée, recouverte de chapelure de type panko. La viande hachée est le plus souvent du bœuf, du porc, ou bien un mélange des deux. Ce plat est souvent servi dans des bentō à prix réduit ou des teishoku (plats nécessairement accompagnés de riz et de soupe miso).
La viande hachée est mélangée avec des oignons hachés, du sel, du poivre, et mise en forme de pâtés. Une panure classique (farine, œufs battus, puis chapelure) est ensuite appliquée sur ces pâtés qui sont ensuite frits jusqu'à devenir bruns.
Le plat partage bien des points communs avec le tonkatsu et les sauces l'accompagnant sont les mêmes que pour ce dernier : la sauce tonkatsu ou la sauce Worcestershire. Ce plat fait partie de la famille des yōshoku, plats d'origine européenne adaptés aux goûts et aux ingrédients japonais.  